# 2017年のパシフィック・リーグクライマックスシリーズ
2017年のパシフィック・リーグクライマックスシリーズは、2017年10月に開催されたプロ野球パシフィック・リーグのクライマックスシリーズである。

## 概要
本大会はSMBC日本シリーズ2017出場権をかけたプレーオフトーナメント。

### ファーストステージ
レギュラーシーズン2位の埼玉西武ライオンズと3位の東北楽天ゴールデンイーグルスが3戦2勝先取制で争い、勝者がファイナルステージに進出する。なお、西武は通常のホームユニフォームではなく「炎獅子ユニフォーム」を着用。
会期：10月14日から10月16日
球場：メットライフドーム

### ファイナルステージ
レギュラーシーズン1位（1勝分のアドバンテージが与えられる）の福岡ソフトバンクホークスとファーストステージ勝者の東北楽天ゴールデンイーグルスが6戦4勝先取制で争い、勝者がSMBC日本シリーズ2017への出場権を得る。
会期：10月18日から10月22日　※第5戦で決着がついたため、当初予定より1日早終了。
球場：福岡 ヤフオク!ドーム

### 冠スポンサー
今大会は、株式会社ローソンHMVエンタテイメントの特別協賛（冠スポンサー）がつき、「2017ローチケ・クライマックスシリーズ・パ」と題して行われる。

### トーナメント表
|  | 1stステージ（準決勝）  | 1stステージ（準決勝） |                                  |        | ファイナルステージ（決勝） | ファイナルステージ（決勝） |
|  |                        |                       |                                  |        |                            |                            |
|  |                        |                       |                                  |        |                            |                            |
|  |                        |                       |                                  |        |                            |                            |
|  |                        |                       |                                  |        |                            |                            |
|  |                        |                       | （6戦4勝制） 福岡ヤフオク!ドーム |        |                            |                            |
|  |                        |                       |                                  |        |                            |                            |
|  | ソフトバンク（パ優勝） | ☆●●○○○                |                                  |        |                            |                            |
|  | ソフトバンク（パ優勝） | ☆●●○○○                | （3戦2勝制） メットライフドーム  |        |                            |                            |
|  |                        |                       | 楽天                             | ★○○●●● |                            |                            |
|  | 西武（パ2位）          | ○●●                   | 楽天                             | ★○○●●● |                            |                            |
|  | 西武（パ2位）          | ○●●                   |                                  |        |                            |                            |
|  | 楽天（パ3位）          | ●○○                   |                                  |        |                            |                            |
|  | 楽天（パ3位）          | ●○○                   |                                  |        |                            |                            |
|  |                        |                       |                                  |        |                            |                            |
|  |                        |                       |                                  |        |                            |                            |
|  |                        |                       |                                  |        |                            |                            |
|  |                        |                       |                                  |        |                            |                            |

☆・★=ファイナルステージのアドバンテージによる1勝・1敗分

## 試合結果

### ファーストステージ
| 日付                               | 試合  | ビジター球団（先攻）         | スコア | ホーム球団（後攻） | 開催球場           |
| 10月14日（土）                     | 第1戦 | 東北楽天ゴールデンイーグルス | 0 - 10 | 埼玉西武ライオンズ | メットライフドーム |
| 10月15日（日）                     | 第2戦 | 東北楽天ゴールデンイーグルス | 4 - 1  | 埼玉西武ライオンズ | メットライフドーム |
| 10月16日（月）                     | 第3戦 | 東北楽天ゴールデンイーグルス | 5 - 2  | 埼玉西武ライオンズ | メットライフドーム |
| 勝者：東北楽天ゴールデンイーグルス |       |                              |        |                    |                    |

#### 第1戦 10月14日
|      | 1 | 2 | 3 | 4 | 5 | 6 | 7 | 8 | 9 | R  | H  | E |
| ---- | - | - | - | - | - | - | - | - | - | -- | -- | - |
| 楽天 | 0 | 0 | 0 | 0 | 0 | 0 | 0 | 0 | 0 | 0  | 5  | 0 |
| 西武 | 2 | 0 | 5 | 0 | 0 | 3 | 0 | 0 | X | 10 | 12 | 1 |

1. 開始：13時02分 試合時間：3時間0分 観衆：32,547人[3]
2. 楽：●則本（4回）- 青山（2回）- 高梨（1回）- 宋家豪（1回）
3. 西：○菊池（9回）
4. 勝利：菊池（1勝）
5. 敗戦：則本（1敗）
6. 本塁打
西：浅村1号（1回2ラン・則本）、中村1号（6回3ラン・青山）
7. 審判
［球審］小林
［塁審］牧田（1B）、秋村（2B）、石山（3B）
［外審］西本（LL）、深谷（RL）

#### 第2戦 10月15日
|      | 1 | 2 | 3 | 4 | 5 | 6 | 7 | 8 | 9 | R | H | E |
| ---- | - | - | - | - | - | - | - | - | - | - | - | - |
| 楽天 | 1 | 2 | 0 | 0 | 0 | 0 | 1 | 0 | 0 | 4 | 9 | 0 |
| 西武 | 0 | 0 | 0 | 0 | 0 | 0 | 0 | 1 | 0 | 1 | 6 | 0 |

1. 開始：13時02分 試合時間：3時間12分 観衆：32,508人[4]
2. 楽：○岸（6回1/3）- 高梨（0回1/3）- 福山（1回1/3）- Ｓ松井裕（1回）
3. 西：●十亀（6回1/3）- 野田（0回2/3）- 髙橋（0回2/3）- 平井（0回1/3）- シュリッター（1回）
4. 勝利：岸（1勝）
5. セーブ：松井裕（1S）
6. 敗戦：十亀（1敗）
7. 本塁打
楽：茂木1号（1回ソロ・十亀）
8. 審判
［球審］石山
［塁審］秋村（1B）、西本（2B）、深谷（3B）
［外審］市川（LL）、牧田（RL）

#### 第3戦 10月16日
|      | 1 | 2 | 3 | 4 | 5 | 6 | 7 | 8 | 9 | R | H | E |
| ---- | - | - | - | - | - | - | - | - | - | - | - | - |
| 楽天 | 1 | 0 | 0 | 1 | 0 | 0 | 0 | 3 | 0 | 5 | 7 | 1 |
| 西武 | 0 | 0 | 0 | 0 | 1 | 0 | 0 | 0 | 1 | 2 | 6 | 1 |

1. 開始：18時01分 試合時間：3時間26分 観衆：31,755人[5]
2. 楽：美馬（4回2/3）- 高梨（0回1/3）- ○宋家豪（1回）- ハーマン（0回2/3）- 福山（1回1/3）- 松井裕（1回）
3. 西：●野上（3回2/3）- 野田（1回1/3）- 牧田（1回）- 髙橋（1回）- シュリッター（1回）- 増田（1回）
4. 勝利：宋家豪（1勝）
5. 敗戦：野上（1敗）
6. 本塁打
楽：ウィーラー1号（8回ソロ・シュリッター）、枡田1号（8回2ラン・シュリッター）
西：浅村2号（9回ソロ・松井裕）
7. 審判
［球審］深谷
［塁審］西本（1B）、市川（2B）、牧田（3B）
［外審］小林（LL）、秋村（RL）

### ファイナルステージ
| 日付                           | 試合           | ビジター球団（先攻）         | スコア | ホーム球団（後攻）       | 開催球場             |
| アドバンテージ                 | アドバンテージ | 東北楽天ゴールデンイーグルス |        | 福岡ソフトバンクホークス |                      |
| 10月18日（水）                 | 第1戦          | 東北楽天ゴールデンイーグルス | 3 - 2  | 福岡ソフトバンクホークス | 福岡 ヤフオク!ドーム |
| 10月19日（木）                 | 第2戦          | 東北楽天ゴールデンイーグルス | 2 - 1  | 福岡ソフトバンクホークス | 福岡 ヤフオク!ドーム |
| 10月20日（金）                 | 第3戦          | 東北楽天ゴールデンイーグルス | 5 - 7  | 福岡ソフトバンクホークス | 福岡 ヤフオク!ドーム |
| 10月21日（土）                 | 第4戦          | 東北楽天ゴールデンイーグルス | 3 - 4  | 福岡ソフトバンクホークス | 福岡 ヤフオク!ドーム |
| 10月22日（日）                 | 第5戦          | 東北楽天ゴールデンイーグルス | 0 - 7  | 福岡ソフトバンクホークス | 福岡 ヤフオク!ドーム |
| 勝者：福岡ソフトバンクホークス |                |                              |        |                          |                      |

#### 第1戦 10月18日
|              | 1 | 2 | 3 | 4 | 5 | 6 | 7 | 8 | 9 | R | H | E |
| ------------ | - | - | - | - | - | - | - | - | - | - | - | - |
| 楽天         | 1 | 1 | 0 | 1 | 0 | 0 | 0 | 0 | 0 | 3 | 5 | 0 |
| ソフトバンク | 0 | 0 | 0 | 0 | 0 | 1 | 0 | 0 | 1 | 2 | 6 | 0 |

1. 開始：18時01分 試合時間：3時間5分 観衆：35,125人[6]
2. 楽：○塩見（6回）- ハーマン（0回1/3）- 高梨（0回2/3）- 福山（1回）- Ｓ松井裕（1回）
3. ソ：●東浜（5回2/3）- 森（0回1/3）- 嘉弥真（0回1/3）- 石川（0回2/3）- モイネロ（1回）- 岩嵜（1回）
4. 勝利：塩見（1勝）
5. セーブ：松井裕（1S）
6. 敗戦：東浜（1敗）
7. 本塁打
楽：茂木1号（1回ソロ・東浜）、アマダー1号（2回ソロ・東浜）、ウィーラー1号（4回ソロ・東浜）
ソ：今宮1号（6回ソロ・塩見）、内川1号（9回ソロ・松井裕）
8. 審判
［球審］丹波
［塁審］木内（1B）、白井（2B）、敷田（3B）
［外審］有隅（LL）、山本貴（RL）

#### 第2戦 10月19日
|              | 1 | 2 | 3 | 4 | 5 | 6 | 7 | 8 | 9 | R | H | E |
| ------------ | - | - | - | - | - | - | - | - | - | - | - | - |
| 楽天         | 1 | 0 | 0 | 0 | 0 | 0 | 1 | 0 | 0 | 2 | 7 | 0 |
| ソフトバンク | 0 | 0 | 0 | 1 | 0 | 0 | 0 | 0 | 0 | 1 | 6 | 1 |

1. 開始：18時00分 試合時間：3時間31分 観衆：36,380人[7]
2. 楽：辛島（5回1/3）- ○宋家豪（0回2/3）- 高梨（0回2/3）- 福山（1回1/3）- Ｓ松井裕（1回）
3. ソ：●千賀（6回1/3）- モイネロ（0回2/3）- 森（1回）- 岩嵜（1回）
4. 勝利：宋家豪（1勝）
5. セーブ：松井裕（2S）
6. 敗戦：千賀（1敗）
7. 本塁打
ソ：内川2号（4回ソロ・辛島）
8. 審判
［球審］敷田
［塁審］白井（1B）、有隅（2B）、山本貴（3B）
［外審］杉本（LL）、木内（RL）

#### 第3戦 10月20日
|              | 1 | 2 | 3 | 4 | 5 | 6 | 7 | 8 | 9 | R | H  | E |
| ------------ | - | - | - | - | - | - | - | - | - | - | -- | - |
| 楽天         | 1 | 2 | 0 | 0 | 2 | 0 | 0 | 0 | 0 | 5 | 10 | 0 |
| ソフトバンク | 2 | 0 | 3 | 0 | 0 | 0 | 0 | 2 | X | 7 | 10 | 0 |

1. 開始：18時01分 試合時間：3時間16分 観衆：35,383人[8]
2. 楽：則本（7回）- ●福山（0回2/3）- 青山（0回1/3）
3. ソ：和田（5回）- 石川（0回2/3）- 嘉弥真（0回1/3）- 森（1回）- ○岩嵜（1回）- Ｓサファテ（1回）
4. 勝利：岩嵜（1勝）
5. セーブ：サファテ（1S）
6. 敗戦：福山（1敗）
7. 本塁打
楽：アマダー2号（5回2ラン・和田）
ソ：内川3号（3回3ラン・則本）、中村晃1号（8回2ラン・福山）
8. 審判
［球審］山本貴
［塁審］有隅（1B）、杉本（2B）、木内（3B）
［外審］丹波（LL）、白井（RL）

#### 第4戦 10月21日
|              | 1 | 2 | 3 | 4 | 5 | 6 | 7 | 8 | 9 | R | H | E |
| ------------ | - | - | - | - | - | - | - | - | - | - | - | - |
| 楽天         | 0 | 0 | 0 | 2 | 1 | 0 | 0 | 0 | 0 | 3 | 5 | 0 |
| ソフトバンク | 0 | 1 | 1 | 0 | 0 | 2 | 0 | 0 | X | 4 | 8 | 0 |

1. 開始：13時00分 試合時間：3時間21分 観衆：37,455人[9]
2. 楽：岸（5回）- ●宋家豪（0回0/3）- 高梨（1回）- ハーマン（1回）- 青山（1回）
3. ソ：バンデンハーク（4回2/3）- 嘉弥真（0回1/3）- ○石川（1回）- モイネロ（1回2/3）- Ｓサファテ（1回1/3）
4. 勝利：石川（1勝）
5. セーブ：サファテ（2S）
6. 敗戦：宋家豪（1勝1敗）
7. 本塁打
楽：銀次1号（4回ソロ・バンデンハーク）
ソ：デスパイネ1号（3回ソロ・岸）、内川4号（6回ソロ・宋家豪）、中村晃2号（6回ソロ・宋家豪）
8. 審判
［球審］木内
［塁審］杉本（1B）、丹波（2B）、白井（3B）
［外審］敷田（LL）、有隅（RL）

#### 第5戦 10月22日
|              | 1 | 2 | 3 | 4 | 5 | 6 | 7 | 8 | 9 | R | H  | E |
| ------------ | - | - | - | - | - | - | - | - | - | - | -- | - |
| 楽天         | 0 | 0 | 0 | 0 | 0 | 0 | 0 | 0 | 0 | 0 | 7  | 0 |
| ソフトバンク | 3 | 0 | 0 | 3 | 0 | 0 | 0 | 1 | X | 7 | 11 | 0 |

1. 開始：13時00分 試合時間：2時間41分 観衆：35,387人[10]
2. 楽：●美馬（3回0/3）- 藤平（2回2/3）- 高梨（0回1/3）- 釜田（2回）
3. ソ：○武田（7回）- 岩嵜（1回）- 森（0回1/3）- サファテ（0回2/3）
4. 勝利：武田（1勝）
5. 敗戦：美馬（1敗）
6. 本塁打
ソ：松田1号（4回2ラン・美馬）
7. 審判
［球審］白井
［塁審］丹波（1B）、敷田（2B）、有隅（3B）
［外審］山本貴（LL）、杉本（RL）

## 表彰選手
- クライマックスシリーズMVP
  - 内川聖一（福岡ソフトバンクホークス）

## 記録

### ファイナルシリーズ
- 4試合連続本塁打 - 内川聖一（福岡ソフトバンクホークス） ※同一シリーズにおける連続本塁打として最多記録[11][注 1]
- 5試合連続打点 -  内川聖一（福岡ソフトバンクホークス） ※クライマックスシリーズ初[11]

## テレビ・ラジオ放送

### テレビ放送

#### ファーストステージ放送日程
第1戦
- テレビ埼玉（TVS、独立局）※埼玉県ローカル。マルチ編成を実施し、032ch（サブチャンネル）で放送
  - 放送時間：13:00 - 試合終了まで
- 仙台放送（OX、フジテレビ系列局）※宮城県ローカル
  - 放送時間：12:58 - 16:30
- NHK BS1　※マルチ編成を実施し、102ch（サブチャンネル）で放送
  - 放送時間：13:55 - 16:20
- フジテレビTWO ドラマ・アニメ 《 有料CS 》[12]
  - 放送時間：12:50 - 18:00

第2戦
- テレビ埼玉（TVS、独立局）※埼玉県ローカル。マルチ編成を実施し、032ch（サブチャンネル）で放送
  - 放送時間：13:00 - 試合終了まで
- 東日本放送（KHB、テレビ朝日系列局）※宮城県ローカル
  - 放送時間：13:55 - 16:00
- BS朝日
  - 放送時間：13:00 - 16:30
- フジテレビTWO ドラマ・アニメ 《 有料CS 》[12]
  - 放送時間：12:50 - 18:00

第3戦
- テレビ埼玉（TVS、独立局）※埼玉県ローカル。21:30以降はマルチ編成を実施し、032ch（サブチャンネル）で放送
  - 放送時間：18:00 - 試合終了まで
- ミヤギテレビ（MMT、日本テレビ系列局）※宮城県ローカル
  - 放送時間：18:15 - 19:00・19:00 - 21:00
- NHK BS1
  - 放送時間：18:00 - 21:40
- フジテレビTWO ドラマ・アニメ 《 有料CS 》[12]
  - 放送時間：17:50 - 23:00（試合終了まで延長あり）

#### ファイナルステージ放送日程
第1戦
- 福岡放送（FBS、日本テレビ系列局）※福岡県ローカル。下記のミヤギテレビとは別内容
  - 放送時間：18:15 - 19:00・19:00 - 21:00
- ミヤギテレビ（MMT、日本テレビ系列局）※宮城県ローカル。上記の福岡放送とは別内容
  - 放送時間：18:15 - 19:00・19:00 - 21:00
- TOKYO MX（MX、独立局）※東京都ローカル。MX2（093ch、サブチャンネル）にて放送。
  - 放送時間：18:00 - 22:00
- NHK BS1
  - 放送時間：18:00 - 21:50（21:50以降も試合継続の場合、それ以降マルチ編成を実施し、102ch〈サブチャンネル〉で放送）
- FOXスポーツ&エンターテイメント《有料BS》[13]
  - 放送時間：17:45 - 22:00（試合終了まで放送）

第2戦
- RKB毎日放送（RKB、TBS系列局）※福岡県ローカル
  - 放送時間：18:15 - 19:00・19:00 - 21:57
- BS-TBS
  - 放送時間：18:00 - 20:54
- FOXスポーツ&エンターテイメント《有料BS》[13]
  - 放送時間：17:45 - 22:00（試合終了まで放送）

第3戦
- テレビ西日本（TNC、フジテレビ系列局）※福岡県ローカル。クライマックス・セ・ファイナル第3戦（フジテレビ制作全国ネット）の差し替え。下記の仙台放送とは別内容
  - 放送時間：19:00 - 21:29[14]（差し替え元の中継の延長に合わせたため、35分延長）
- 仙台放送（OX、フジテレビ系列局）※宮城県ローカル。クライマックス・セ・ファイナル第3戦（フジテレビ制作全国ネット）の差し替え。上記のテレビ西日本とは別内容
  - 放送時間：19:00 - 21:29（差し替え元の中継の延長に合わせたため、35分延長）
- TOKYO MX（MX、独立局）※東京都ローカル
  - 放送時間
    - MX1（091ch、メインチャンネル）：18:30 - 20:00
    - MX2（093ch、サブチャンネル）：18:00 - 18:30・20:00 - 22:00（最大延長23:00）
- NHK BS1
  - 放送時間：18:00 - 21:50（21:50以降も試合継続の場合、それ以降マルチ編成を実施し、102ch〈サブチャンネル〉で放送）
- FOXスポーツ&エンターテイメント《有料BS》[13]
  - 放送時間：17:45 - 22:00（試合終了まで放送）

第4戦
- 九州朝日放送（KBC、テレビ朝日系列局） - 制作局を除く九州地区のテレビ朝日系列フルネット全4局でも番販ネット。下記の東日本放送とは別内容。
  - 放送時間：13:00 - 16:00（最大延長17:30。ネット局では、局によって13:00または14:00開始だが、延長対応のある局でも最大延長16:30）
- 東日本放送（KHB、テレビ朝日系列局） ※宮城県ローカル。上記の九州朝日放送とは別内容。
  - 放送時間：12:55 - 17:30
- TOKYO MX（MX、独立局）※東京都ローカル
  - 放送時間
    - MX1（091ch、メインチャンネル）：15:00 - 16:30
    - MX2（093ch、サブチャンネル）：13:00 - 15:00・16:30 - 19:00
- BS朝日
  - 放送時間：13:00 - 16:00
- FOXスポーツ&エンターテイメント《有料BS》[13]
  - 放送時間：12:45 - 17:00（試合終了まで放送）

第5戦
- TVQ九州放送（TVQ、テレビ東京系列局）※福岡県ローカル
  - 放送時間：13:00 - 16:00
- TOKYO MX（MX、独立局）※東京都ローカル。MX2（093ch、サブチャンネル）にて放送。
  - 放送時間：13:00 - 16:10
- NHK BS1　※マルチ編成を実施し、101ch（メインチャンネル）で放送
  - 放送時間：13:00 - 16:40
- FOXスポーツ&エンターテイメント《有料BS》[13]
  - 放送時間：12:45 - 17:00（試合終了まで放送）

打ち切りとなった試合
- 第6戦が実施された場合には、九州朝日放送（KBC、テレビ朝日系列局・※福岡県ローカル）・仙台放送（OX、フジテレビ系列局・※宮城県ローカル）[注 2]・TOKYO MX（MX、独立局・東京都ローカル）・NHK BS1・FOXスポーツ&エンターテイメント《有料BS》[13] にて放送されることになっていた。

### ラジオ放送
- 2015年までクライマックス・パを中継してきた文化放送は、西武が進出したものの地上波での中継を行わず、西武主催となるファーストステージのインターネットライブのみとなった。
- 宮城県では、東北放送がメットライフドームならびに福岡ヤフオク!ドームに乗り込んで全試合自社制作を実施した。コミュニティFM局のRakuten.FMもオフチューブ形式ではあるが全試合を中継した。

#### ファーストステージ放送日程
- NHKラジオ第1放送については、仙台局をはじめとした東北ブロック向けに全試合の裏送り中継が行われた。
- ニッポン放送は、クライマックス・セをメインカードとして中継するが、クライマックス・セの早終了ならびに中止時に備えて、自社スタッフによる予備を配置。この措置は第2戦までニッポン放送からネット受けする東海ラジオにも適用された。実際に第3戦のみ、セ・リーグの中止に伴い、関東地区でのラジオ独占中継を行った。

#### ファイナルステージ放送日程
- 福岡県では、RKB毎日放送と九州朝日放送が福岡県ローカルで中継を実施した。
- NHKラジオ第1放送については、本来放送すべき福岡局が第48回衆議院議員総選挙の政見放送を優先するため、九州・沖縄ブロック向けにはクライマックス・セの全国向け中継の予備扱いとなる第3戦から中継した。ただし、楽天の進出に伴い東北ブロックも中継対象に加えられ、かつ第1戦・第2戦についても福岡局からの東北ブロックへの裏送りを実施することになった。なお、第4戦と第5戦は、セ・リーグの中止に伴い、全国向け中継に昇格した。
- ニッポン放送はファーストステージ同様に、クライマックス・セの早終了ならびに中止時に備えて、自社スタッフによる予備を配置。この措置は、ニッポン放送からネット受けする東海ラジオならびに毎日放送（MBS）にも、第3戦までに限り適用された。第1戦では、セ・リーグが降雨コールドで早く終了したため、ネット局も含めて試合途中から中継。第4戦と第5戦については、セ・リーグの中止に伴い、関東ローカルで試合全編を中継した。